# 오이시 다카오
오이시 다카오(일본어: 大石 隆夫, 1964년 5월 24일 ~ )는 일본의 전 축구 선수이다.

## 구단 경력
1987년 일본 사커 리그의 야마하 발동기(주빌로 이와타)에 입단했다. 1988년에 일본 사커 리그 우승을 차지했다. 1995년까지 157경기에 출전하여, 13득점을 넣었다. 1995년후 현역 은퇴.